# Rufus King
Rufus King (Scarborough, 1755. március 24. – New York, 1827. április 29.) az Amerikai Egyesült Államok szenátora (New York, 1789–1796 és 1813–1825).